# Miyu Nagase
Pour les articles homonymes, voir Nagase.
Miyu Nagase (長瀬 実夕, Nagase Miyu, née le 20 mai 1988 à Hokkaidō, Japon) est une chanteuse japonaise, ex-membre du groupe de J-pop ZONE.

## Biographie
Repérée par la maison de production Studio RunTime à l'âge de 11 ans, elle intègre en 1998 un de ses girlsbands, le groupe ZONE, qui après quelques changements se compose en 1999 de quatre filles musiciennes, dont Miyu Nagase à la guitare et au chant, une innovation dans le domaine des groupes d' "idoles", d'habitude uniquement constitués de chanteuses-danseuses. Elle s'impose comme la voix du groupe et est  mise en avant pour son allure "kawaï" (mignonne). Malgré un réél succès, le groupe se sépare en 2005, lorsque les filles entrent à l'université.
Miyu Nagase continue sa carrière en solo, et sort un album en 2007. Elle participe à la reformation de ZONE en août 2011, et décide de continuer avec le groupe, rapidement réduit à un duo. Le 13 février 2013, elle est renvoyée de son agence et du groupe pour « conduite immorale et non-respect de ses engagements professionnels », refusant de se produire et n'étant plus joignable.

## Discographie solo
Album
- Gateway to Tomorrow (2007.11.21)

Singles
- Just 4 your Luv (2004.12.1)
- Snowy Love (2004.12.15)
- Key ~Yume Kara Samete~ (Key~夢から覚めて~) (2007.10.10)
- Rose (2008-02-13)
- Akane (茜) (2008.5.21)
- Lips (2011.8.14)